# Kazimierz Michałowski
Kazimierz Józef Marian Michałowski, né le 14 décembre 1901 à Tarnopol (alors en Galicie autrichienne, aujourd'hui en Ukraine) et mort dans la nuit du 31 décembre 1980 au 1er janvier 1981 à Varsovie, est un archéologue, égyptologue et historien de l'art polonais.

## Biographie
Après son doctorat, il est professeur au département d'archéologie de l'université Jan Kazimierz de Lwów, puis à partir de 1930, à l'université de Varsovie. Membre de l'École française d'Athènes, il participe aux fouilles de Thasos et de Délos. 
Le Centre polonais d'archéologie méditerranéenne qu'il a fondé en 1959 en tant que station d’archéologie méditerranéenne  porte officiellement son nom.

## Travaux archéologiques
- 1937-1938 :
  - expédition franco-polonaise en Égypte, organisée par l'université de Varsovie et l'Institut français d'archéologie orientale
  - exploration de l'ancienne Pamiry en Basse-Égypte et en Nubie
  - 1958 : directeur de la mission polonaise à Palmyre en Syrie : Camp de Dioclétien, temple aux enseignes
- 1960 : fouilles à Alexandrie
- 1961 : fouilles dans la vallée de Deir el-Bahari. Reconstruction de la tombe de la reine Hatchepsout dans le temple de Deir el-Bahari
- 1961-1964 : fouilles de Faras.

## Fonctions
- directeur adjoint du musée national de Varsovie,
- chef du département d'archéologie méditerranéenne,
- président de la Société internationale d'études de la Nubie,
- vice-président de l'Association internationale des égyptologues.

## Publications
- K. Michałowski, Palmyre. Fouilles polonaises 1959, Varsovie, 1960
- K. Michałowski, Palmyre. Fouilles polonaises 1960, Varsovie, 1962
- K. Michałowski, Palmyre. Fouilles polonaises 1961, Varsovie, 1963
- K. Michałowski, Palmyre. Fouilles polonaises 1962, Varsovie, 1964
- K. Michałowski, Palmyre. Fouilles polonaises 1963-1964, Varsovie, 1966;
- avec Jean-Pierre Corteggiani & Alessandro Roccati, L'art de l'Égypte, Paris, Citadelles & Mazenod, 1994 (ISBN 978-2-85088-065-0)
- Égypte. Histoire mondiale de la sculpture, Hachette, 1978
- The Spreading of Christianity in Nubia